# Bozdoğan
Pour l’article homonyme, voir Bozdoğan (missile).
Bozdoğan est un village et district de la province d'Aydın dans la région égéenne en Turquie.